# Edith Layard Stephens
Edith Layard Stephens (* 6. Dezember 1884 in Kapstadt, Südafrika; † 2. März 1966 ebenda) war eine südafrikanische Botanikerin und Hochschullehrerin. Ihr botanisches Autorenkürzel lautet „Stephens.“

## Leben und Werk
Stephens war die Tochter des Chief Lokomotivführer der Cape Government Railways, Michael Stephens, und seiner Frau Annie Hoskyn. 1901 immatrikulierte sie sich 1901 an der Rustenburg Girls’ High School in Rondebosch, Kapstadt. 1904 trat sie in das South African College in Kapstadt ein und bestand noch im selben Jahr die Zwischenprüfung für den Bachelor of Arts der Universität von Südafrika. Sie setzte ihre Studien am College fort, gewann 1906 die Goldmedaille für Wissenschaft und erhielt im selben Jahr den Bachelor-Abschluss mit Auszeichnung in Botanik.
Anfang 1907 erhielt sie vom South African College das 1881 Exhibition Science Research Scholarship und führte am Newnham College der University of Cambridge ihr Studium der Botanik fort. Da die University of Cambridge damals keine Abschlüsse an Frauen verlieh, führte ihr Studium zu keinem Abschluss. Sie wurde jedoch zum Fellow der Linnean Society of London gewählt.
Stephens kehrte um 1911 nach Südafrika zurück. In der ersten Hälfte des Jahres 1913 war sie zeitweise Dozentin für Botanik am South African College und wurde im Juni 1913 Nachfolgerin von W.T. Saxton als Dozentin für Botanik. Nach dem Tod von Professor Henry Harold Welch Pearson wurde sie 1916 bis zum Eintreffen seines Nachfolgers 1919 zur kommissarischen Leiterin der Botanikabteilung ernannt. Als das South African College 1918 zur University of Cape Town wurde, war dieser Anlass von zahlreichen gesellschaftlichen Veranstaltungen geprägt. Als kommissarische Leiterin des Fachbereichs Botanik und einem Mitglied des Rates, E. B. Fuller, vertrat sie die Frauen bei der Einweihung der neuen Universität. Sie forschte bis zu ihrer Pensionierung 1940 am Department of Botanik. Danach war sie bis zu ihrem Tod 1966 ehrenamtliche Lektorin für systematische Botanik am Bolus Herbarium der Universität.

## Forschung

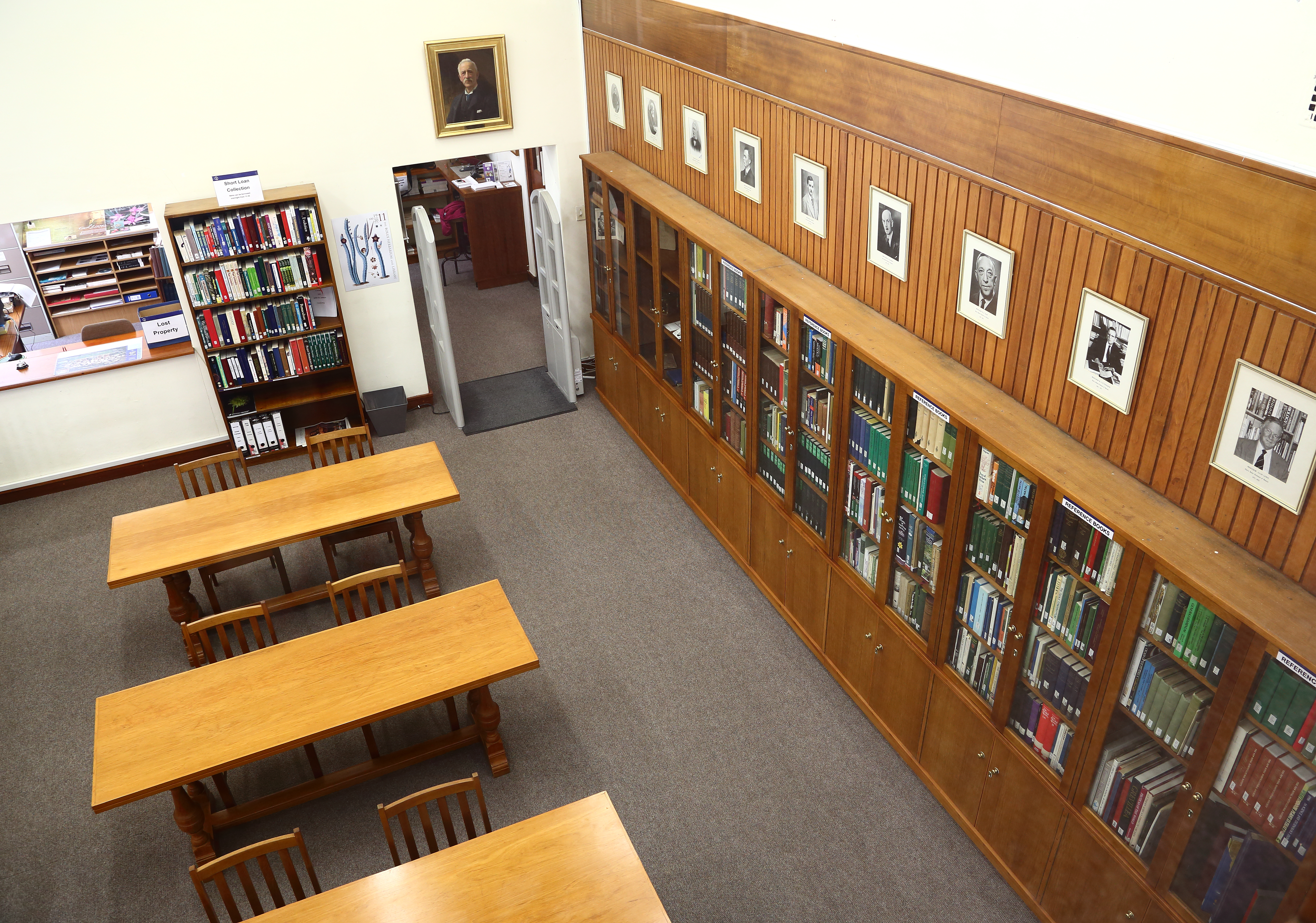
Bolus Herbarium Library im Botany Building der University of Cape Town

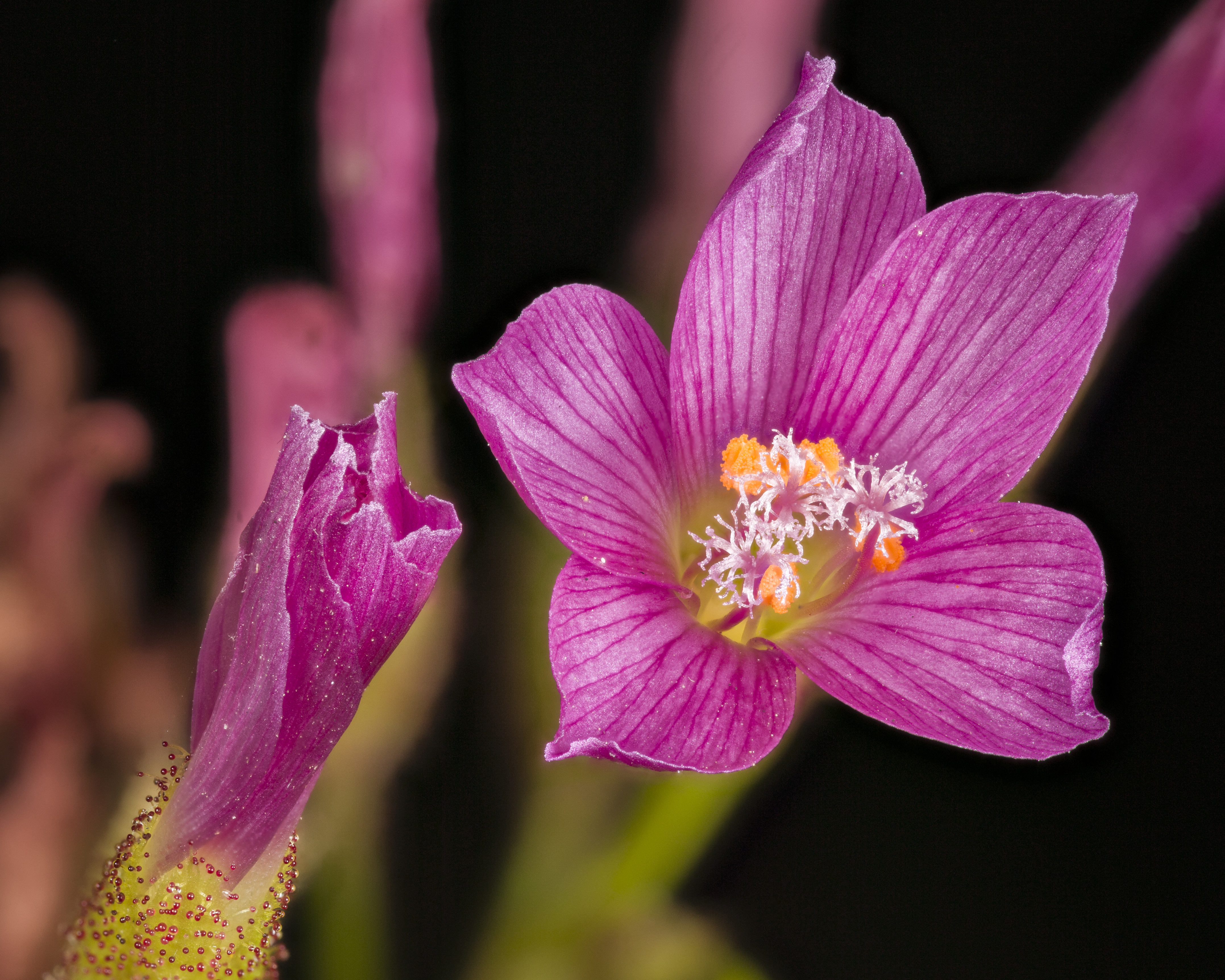
Eine offene und eine geschlossene Blüte an Drosera regia

Stephens war eine Feldnaturforscherin, die eine spezielle Studie über die Süßwasseralgen und andere Wasserpflanzen in den temporären Vleis auf den Cape Flats und später über lokale Pilze durchführte. Viele ihrer Exemplare wurden zur Untersuchung an Spezialisten in Europa geschickt. Ihr Wissen über lokale Pilze wurde oft genutzt, um Amateur-Pilzsammlern zu helfen, und veranlasste sie, zwei Broschüren zu diesem Thema zu veröffentlichen. Beide Bücher wurden von Mary M. Kidd illustriert und beide wurden 1953 in Kapstadt veröffentlicht.
Sie forschte über die Süßwasseralgen vieler temporärer Vleis in den Cape Flats. Während dieser Zeit der Recherche erkannte sie den Wert von Isoetes. Mit der Bebauung und der damit einhergehenden Trockenlegung der Vleis schien dieses botanisch sehr wertvolle Gebiet mit seiner saisonalen Algenpopulation und der Typuspopulation von Isoetes capensis zum Verschwinden verurteilt.
Während des Zweiten Weltkriegs war das aus Algen hergestellte Agar-Agar, das in Bakterienkulturen verwendet wird, sehr knapp, da Japan der Hauptlieferant war. Das South African Institute for Medical Research wandte sich an Stephens und fragte, ob sie versuchen könnte, eine südafrikanische Alge zu finden, die Agar-Agar produzieren würde. Sie entdeckte Gelidium pristoides, welches gutes Material lieferte und nicht nur den Bedarf für die South African Institute -Bakterienforschung deckte, sondern wurde auch nach Großbritannien geschickt.
1926 entdeckte Stephens den Sonnentau Drosera regia und aufgrund seines markanten Aussehens und der individuellen Pollenform bekam der Sonnentau eine Untergattung Regiae.
Von ihr gesammelte Exemplare gingen an das Bolus Herbarium, die National Collection of Fungi des Plant Protection Research Institute in Pretoria, und das Compton Herbarium des National Botanical Institute in Kapstadt.

## Mitgliedschaften
Stephens war eine der drei Personen, die 1922 den Cape Natural History Club gründeten. Sie war ein Jahr lang dessen erste Präsidentin, wurde zum Ehrenmitglied auf Lebenszeit gewählt und gab die Zeitschrift The Cape Naturalist von 1934 bis 1939 heraus. 1917 wurde sie Mitglied auf Lebenszeit der South African Association for the Advancement of Science. Sie war Mitglied der Limnological Society of South Africa und bis 1917 war sie auch Mitglied der Royal Society of South Africa. 1922 wurde sie Mitglied der South African Biological Society und war einige Zeit in deren Rat tätig.

## Ehrungen und Anerkennungen
- Fellow der Linnean Society of London
- 1929: Fellow der Royal Society of South Africa
- 1957 erhielt sie den Cape Tercentenary Foundation Award für die Erhaltung der Fauna und Flora der Kapprovinz. Sie benutzte das Geld, um ein vier Hektar großes Vlei in der Nähe von Philippi in den Cape Flats zu kaufen, das sie wegen der seltenen Halbwasserpflanze der Farnfamilie Isoetis capensis Isoetis Vlei nannte. Sie schenkte das Anwesen den National Botanic Gardens Kirstenbosch, um seine Erhaltung zu gewährleisten. Es wurde das Edith Stephens Cape Flats Floral Reserve genannt.

## Veröffentlichungen (Auswahl)
- The structure and development of the haustorium of Striga lutea. Annals of Botany, 1912.
- Note on the anatomy of Striga lutea. Ibid, 1912.
- The Capparidaceae and Polygalaceae of the Percy Sladen Memorial Expeditions. Annals of the South African Museum, 1912.
- A new species of Haematoxylon (Leguminosae-Caesalpineae) from Great Namaqualand. Transactions of the Royal Society of South Africa, 1913.
- Carnivorous plants of the Cape Peninsula. Journal of the Botanical Society of South Africa, 1923.
- Notes on the acquatic flora of South Africa. South African Journal of Science, 1924.
- mit J. Groves: New and noteworthy South African Charophyta. Transactions of the Royal Society of South Africa, 1926, 1934.
- A new sundew, Drosera regia (Stephens), from the Cape Peninsula. Ibid, 1926.
- Notes on three South African terrestrial Utricularieae. Journal of South African Botany, 1938.
- Some South African Edible Fungi. Le Cap, Longmans, Green and Co., 1953.